# 21064 Янлівей
21064 Янлівей (21064 Yangliwei) — астероїд головного поясу, відкритий 6 червня 1991 року.
Тіссеранів параметр щодо Юпітера — 3,186.
Названо на честь першого космонавата КНР (тайконавта) Ян Лівея (кит.: 楊利偉).